# Rock do Irão
O rock iraniano refere-se à música rock produzida por artistas iranianos.

## História

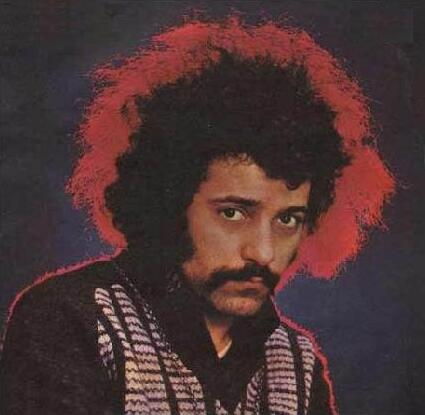
Farhad (1944-2002) foi um dos pioneiros da música rock em Irão

### Primeiros anos
A música rock apresentou-se no Irão na década de 1960, juntamente com a chegada de outros géneros ocidentais à indústria musical do país. A música rock iraniana foi desenrolando-se com o aparecimento de artistas como Farhad Mehrad, Kourosh Yaghmaei, Black Cats, e Scorpio (não deve confundir com o grupo alemão). Desde cedo o rock cresceu como um género musical popular entre a geração mais jovem, especialmente nos clubes nocturnos de Teerão e Abadã.

### Após a Revolução de 1979
Depois da Revolução de 1979, as autoridades do novo regime impuseram significativas restrições nos meios de comunicação do Irão, na indústria da música e outros campos da arte. Mais tarde, a fins da década de 1990, o reformista presidente Jatami apelou por uma maior abertura em termos das políticas sobre actividades culturais. O Ministério de Cultura e Orientação Islâmica, formado em 1984, é o responsável pela monitorização e sanção da música e outros tipos de indústrias culturais dentro do Irão pós-revolucionário.
Após a revolução do Irão, as actuações ao vivo são muito restringidas pelas autoridades. Os músicos de rock podem obter autorização para realizar apresentações ao vivo sempre que a sua música seja aprovada pelo Ministério de Cultura e Orientação Islâmica. No entanto, muitos têm que depender da internet e dos palcos musicais indie, já que não podem obter sempre a permissão das autoridades.
127 foi a primeira banda de rock iraniano que fez um tour pelos Estados Unidos e a apresentar músicas no festival South By Southwest.
Em 2008, a banda de power metal Angband assinou com o selo discográfico alemão Pure Steel Records como a primeira banda iraniana de metal a publicar internacionalmente através de uma companhia europeia.

## Figuras notáveis
Esta é uma lista de bandas de rock e artistas individuais do Irão, activos, seja dentro do país ou na diáspora.
- Farhad Mehrad (desde a década de 1960, nascido em 1944, morreu em 2002), um pioneiro da música rock no Irão.
- Kourosh Yaghmaei (desde a década de 1960, nascido em 1946), um pioneiro da música rock no Irão.
- Fereydoon Forooghi (nascido em 1951, morreu em 2001), um pioneiro da música rock no Irão.
- Kavus Torabi (desde 1988, nascido em 1971), um artista multi-instrumentista de rock progressivo em Teerão.
- Mohsen Namjoo (desde 1993; nascido em 1976) mistura elementos da música clássica do Irão com a música rock.
- Shahin Najafi (a partir de 1998, nascido em 1980), residente na Alemanha é um artista do rap rock/metal natural de Anzali.
- O-Hum (desde 1998), uma banda de folk rock de Teerão.
- Reza Yazdani (a partir de 1998, nascido em 1973), um artista pop rock de Teerão.
- Arashk (2001-2008), banda de rock progressivo/metal com sede em Teerão.
- Mohsen Chavoshi (desde 2001); nascido em 1979), artista pop-rock de Teerão.
- 127 (desde 2002), banda de rock de Teerão.
- Arsames (desde 2002), uma banda death metal de Mashhad.
- Kaveh Afagh (desde 2002), um artista de pop-rock de Teerão.
- Sirvam Khosravi (desde 2002; nascido em 1982), um artista de pop-rock de Teerão.
- Barad (2003-2005) foram uma popular banda de rock com sede em Teerão.
- Buddahead (desde 2003), banda de rock de Teerão com sede em Nova York
- Quiosco (desde 2003), uma banda de country,  blues e rock alternativo de Teerão.
- Angband (desde 2004), um banda de power metal de Teerão.
- Hypernova (desde o 2006), banda de rock de Teerão com sede em Nova York.
- The Yellow Dogs (desde 2006), uma banda de rock indie de Teerão residente em Brooklyn.
- Sanam Pasha (desde 2012; nascida em 1978), fundadora da primeira banda de rock feminina do Irão em 2012.